# سترادالووو
سترادالووو (به بلغاری: Stradalovo) یک منطقهٔ مسکونی در بلغارستان است که در شهرستان نوستینو واقع شده‌است.